# Місто котів (фільм)
«Коти» (тур. Kedi — «Кіт»)  — турецький документальний фільм про безхатніх кішок Стамбула, який створив режисер Джейда Торун. Прем'єрний показ кінострічки відбувся 21 лютого 2016 року на Стамбульському міжнародному кінофестивалі незалежного кіно.

## Назва
В оригіналі цей турецький фільм отримав назву "Kedi" (українською мовою - "Коти"). Всі інші країни залишили цю назву, переклавши її своїми мовами (можна переглянути у Вікіпедії).
У Росії дещо змінили назву фільму на "Город кошек" (українською - "Місто котів").
Цю сторінку на Вікіпедії створено з перекладеною з російської назвою "Місто котів". Не змінюючи назву сторінки, бажано все-таки вживати оригінальну назву "Коти".

## Тема
Тисячі вуличних кішок живуть у Стамбулі, найбільшому місті Туреччини. Фільм "Коти" - це спроба показати історію давнього міста і його мешканців очима кішок.
Головні герої стрічки - Сара, Думан, Бенгю, Аслан Парчаси, Гамзиз, Псікопат і Деніз. Також фільм багатий на інтерв'ю з людьми які взаємодіють із кішками.

## Виробництво
Кінематографісти створили спеціальний пристрій для зйомок кішок на рівні вулиці. Режисери співпрацювали з місцевими жителями, щоб отримати доступ до приватних помешкань, де мешкають або бувають деякі кішки.
Знімальна група спочатку обрала тридцять п'ять кішок, потім знімали дев'ятнадцятьох із них, а згодом обрали тільки сім.

## Як зустріли фільм
Фільм "Коти" отримав дуже гарний результат у критичному розумінні. За результатами розглянутих 94 відгуків стрічка з рейтингом 98%  отримала на сайті Rotten Tomatoes 7,8 із 10 балів.

## Нагороди та номінації
| Рік  | Нагорода                           | Номінант      | Категорія                                         | Висновок  |
| ---- | ---------------------------------- | ------------- | ------------------------------------------------- | --------- |
| 2016 | Кінофестиваль «Sidewalk»           | «Коти»        | Найкращий сімейний/дитячий фільм                  | Перемога  |
| 2017 | Critics’ Choice Documentary Awards | Коти Стамбула | Найпереконливіша жива тема документального фільму | Перемога  |
| 2017 | Critics’ Choice Documentary Awards | Джейда Торун  | Ліпший дебютний документальний фільм              | Перемога  |
| 2017 | Critics’ Choice Documentary Awards | Джейда Торун  | Ліпший режисер                                    | Номінація |
| 2017 | Critics’ Choice Documentary Awards | «Коти»        | Ліпший документальний фільм                       | Номінація |
| 2017 | Critics’ Choice Documentary Awards | «Коти»        | Найінноваційніший документальний фільм            | Номінація |